# Déclaration des droits et des devoirs de l'homme et du citoyen de 1795
Pour les articles homonymes, voir Déclaration des droits de l'homme et du citoyen.

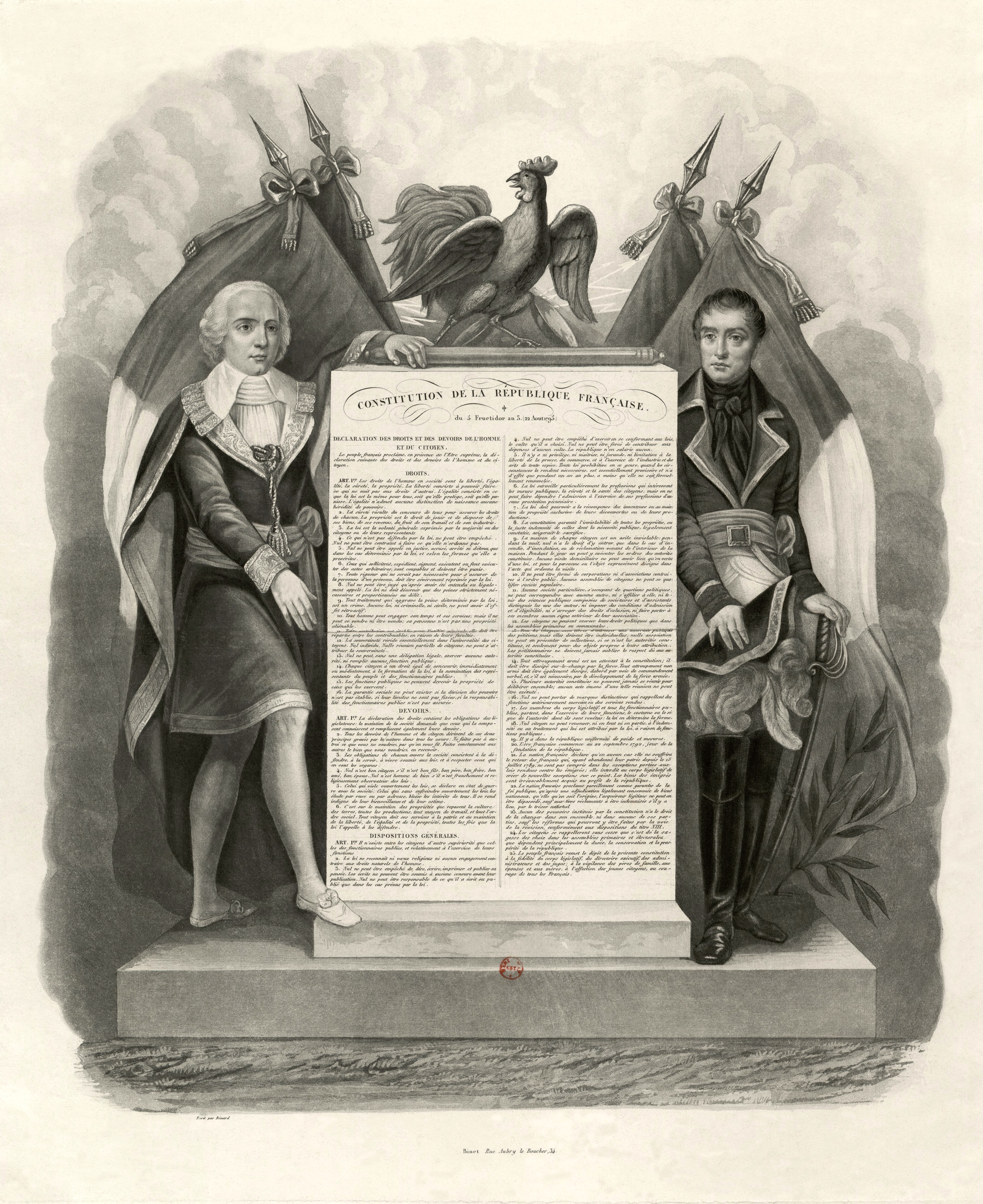
Déclaration des Droits et des Devoirs de l'Homme et du Citoyen (1795)

La Déclaration des droits et devoirs de l’homme et du citoyen du 22 août 1795, ou Déclaration de l'an III, correspond au préambule de la Constitution du 5 fructidor an III (22 août 1795). 
« Approuvée par référendum le 5 fructidor an III (22 août 1795), la Constitution de l'an III définit les fondements du régime du Directoire en accentuant la séparation des pouvoirs. Elle institue le bicamérisme et rétablit le suffrage individuel et le suffrage censitaire »[pas clair].

## Définition
Les droits proclamés sont en partie repris de la Déclaration des droits de l'homme et du citoyen de 1793, mais ils s'en distinguent à de nombreux égards, notamment s'agissant des droits politiques et sociaux. La déclaration supprime ainsi la mention déclarant tous les hommes « égaux par nature et devant la loi » (article 3 de 1793), suppression logique puisqu'elle vient en préambule à une Constitution qui reconnaît le suffrage censitaire. Néanmoins, même si le texte de 1795 ne mentionne plus que les hommes « naissent et demeurent libres et égaux en droit », principe présent depuis la Déclaration des droits de l'homme et du citoyen de 1789 (article 1), l'esclavage reste aboli à la suite de la décision de la Convention du 4 février 1794 (16 pluviôse an II). Le texte de 1795 renonce aussi à défendre les libertés religieuses et d'opinion des précédentes déclarations (articles X à XII de 1789, article 7 de 1793). 
Soucieux de maintenir l'ordre, les Constituants incorporent pour la première fois des devoirs dans la déclaration des droits, qui sont pour l'essentiel des généralités sans grande portée juridique ni philosophique, mais réaffirmant les devoirs du législateur. De nombreux articles énoncent des préceptes de bonne conduite. Ainsi, l'article 4 dit : « Nul n'est bon citoyen, s'il n'est bon fils, bon père, bon frère, bon ami, bon époux ». 
La déclaration de 1795 marque donc une rupture par rapport à la version de 1789, mais surtout avec celle de 1793. Elle est en effet issue des débats houleux au sein de la Convention thermidorienne, marqués par la destitution du gouvernement révolutionnaire de Robespierre, le 9 thermidor an II (27 juillet 1794), et porte l'empreinte d'une assemblée plus modérée.
Malgré ces caractéristiques controversées, parfois taxées de réactionnaires par rapport à l'esprit des Lumières qui anima la Révolution, la Déclaration de 1795 et les débats engendrés autour de la Constitution de l'an III joueront un grand rôle dans l'élaboration du droit constitutionnel français. Parmi les grands principes introduits par la Déclaration de 1795, on peut évoquer la séparation des pouvoirs (article 22) ou encore la notion de réserve militaire pour la défense de la patrie.